# SL X10 sorozat
Az SL X10 egy kétrészes svéd 15 kV, 16,7 Hz AC áramrendszerű villamosmotorvonat-sorozat, melyet a Storstockholms Lokaltrafik üzemeltet. 1983 és 1993 között gyártotta az ASEA. Összesen 101 db készült a sorozatból. Maximum öt motorvonat kapcsolható össze egy tízrészes motorvonattá. A sorozat teljesen kompatibilis az SJ X1-es sorozattal.
1994 és 1998 között 49 motorvonat került a Skåne commuter rail-ra és a Gothenburg commuter rail-ra. Ezek az SL X11 sorozatba tartoznak.